# Атакама
Атака́ма (исп. Desierto de Atacama) — пустыня на западном побережье Южной Америки на территории Чили (между 22° и 27° ю. ш.) площадью 105 000 км2. До Второй тихоокеанской войны (1879—1883) принадлежала Боливии.
Перуанское течение охлаждает нижние слои атмосферы и создаёт температурную инверсию, препятствующую выпадению осадков (менее 50 мм в год). Одно из самых засушливых мест Земли (на протяжении четырёх столетий здесь не наблюдалось существенных осадков). Месторождения селитры, буры, иода, поваренной соли, меди.
Средние температуры января на побережье +19—+20 °C, июля +13—+14 °C. Зимой в некоторых прибрежных регионах пустыни часты утренние туманы, которые позволяют выживать некоторым видам растений. Барханы, песчаные и каменистые пустыни. Растительность редкая или отсутствует: местами кактусы (например, рода Копьяпоа) и кустарники. Фауна малочисленна, но на прибрежных скалах обитают колонии птиц, питающихся рыбой.
На границе пустыни на берегу Тихого океана находятся крупные чилийские порты — Арика и Икике.

## Самая сухая пустыня

Месторасположение пустыни на территории Южной Америки. Область, отмеченная жёлтым, — собственно сама пустыня, оранжевая часть — смежные с пустыней засушливые районы, иногда причисляемые к пустыне Атакама.

Пустыня Атакама считается самой сухой пустыней Земли. Атакама находится в Южной Америке на севере Чили и граничит на западе с Тихим океаном, на севере — с Перу и на востоке — с Боливией и Аргентиной.
В некоторых местах пустыни дождь выпадает раз в несколько десятков лет. Среднее количество осадков в чилийском регионе Антофагаста составляет 1 мм в год. Некоторые метеостанции в Атакаме никогда не регистрировали дождь. Есть факты того, что существенных осадков в Атакаме не было с 1570 по 1971 годы. В этой пустыне зарегистрирована самая низкая влажность воздуха: 0 %.
Горы высотой до 6885 м здесь совершенно не имеют ледников, и в южной части 25°-27° ю. ш. не покрывались ледником на протяжении всего четвертичного периода, хотя вечная мерзлота спускается до высот 4400 м и постоянна, начиная с 5600 м. Исследования британских ученых выявили, что русла рек здесь сухие на протяжении 120 тыс. лет.
Хотя почти полное отсутствие осадков является наиболее заметной характеристикой пустыни Атакама, бывают и исключения. В июле 2011 года экстремальный холодный фронт Антарктики прорвался сквозь дождевую тень, принеся 80 см снега на плато. В 2012 году зима на Альтиплано принесла наводнения в Сан-Педро-де-Атакама. 25 марта 2015 года сильные дожди затронули южную часть пустыни Атакама. Возникающие в результате наводнения оползни затронули города Копьяпо, Тьерра-Амарилья, Чаньяраль и Диего-де-Альмагро, в результате чего погибли более 100 человек.

## Причины засушливости
На западе от Атакамы, в океане проходит холодное течение Гумбольдта, которое в этих широтах создаёт резкий температурный контраст с Тихим океаном к западу от него. Тихоокеанский воздух, пересекая холодное течение, охлаждается и теряет влагу. Достигнув берега, он снова нагревается и становится очень сухим.
На востоке пустыни находятся Анды. Пересекая Анды, атлантический воздух поднимается, охлаждается и теряет влагу. Нагреваясь при спуске, он также становится предельно сухим.

## Население
Атакама — одна из самых населённых пустынь. Её население превышает миллион человек. Люди живут в шахтёрских посёлках и в многочисленных рыбацких поселениях на побережье, поскольку течение Гумбольдта очень богато рыбой.

## Растительность
К руслам временных водотоков приурочены оазисы. В данной местности — это узкие полоски лесов, получившие название галерейных. Они состоят из нескольких видов акаций и кактусов, а также мескитовых деревьев.
Равнинная часть пустыни почти безжизненна, встречаются только лишайники, синезеленые водоросли и мелкие кактусы. Встречается растение тилландсия.

## Полезные ископаемые
В пустыне присутствуют богатые залежи меди и других минералов, а также самый большой естественный источник нитрата натрия, который активно добывался до начала 1940-х годов, из-за этих ресурсов между Чили и Боливией ведётся приграничный спор с начала XIX века.

## Вода
Для сбора воды местные жители используют «туманоуловители». Это цилиндры высотой с человеческий рост, стенки которых изготовлены из нейлоновых нитей. Туман конденсируется на стенках цилиндра и стекает вниз по нейлоновым нитям в бочку. С помощью такого устройства можно собрать до 18 литров воды в сутки.

## Факты
- Так как Атакама является самым сухим местом на Земле, дней с осадками и облачных дней с плохой видимостью там практически не бывает, а практически сухой воздух не содержит загрязняющих веществ, то там расположены многие астрономические обсерватории, в частности, Паранальская обсерватория, обсерватория Ла-Силья, обсерватория Лас-Кампанас, а также комплекс радиотелескопов Atacama Large Millimeter Array, который является самым большим и дорогостоящим астрономическим объектом.
- В октябре 2003 года в заброшенном чилийском городке Ла-Нория (исп. La Noria), который расположен в пустыне Атакама примерно в 56 км от городка Икике, был найден так называемый Гуманоид Атакамы[14].
- В Атакаме находится Рука пустыни.
- в Атакаме находится Тарапака — геопетроглиф (гигант из пустыни Атакама).
- Пустыня Атакама считается самой сухой пустыней в мире, где в среднем выпадает от 12 до 16 миллиметров осадков в год, несмотря на это, в августе 2021 года в Атакаме выпал снег.[15]

## Галерея

Виды
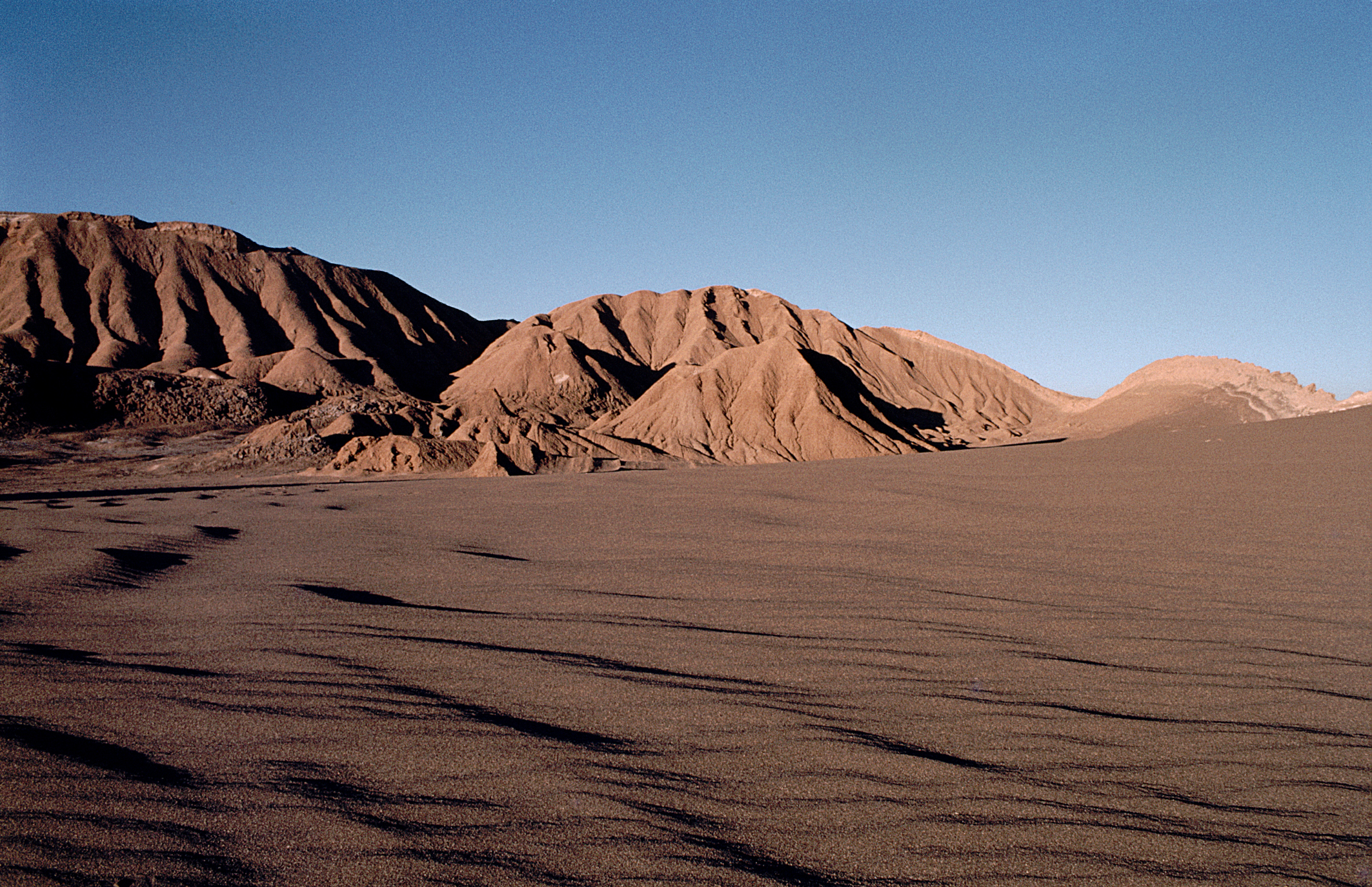
Валле дэ ла Луна
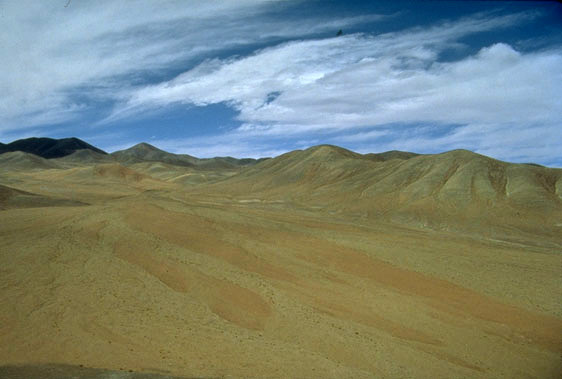
пустыня Атакама
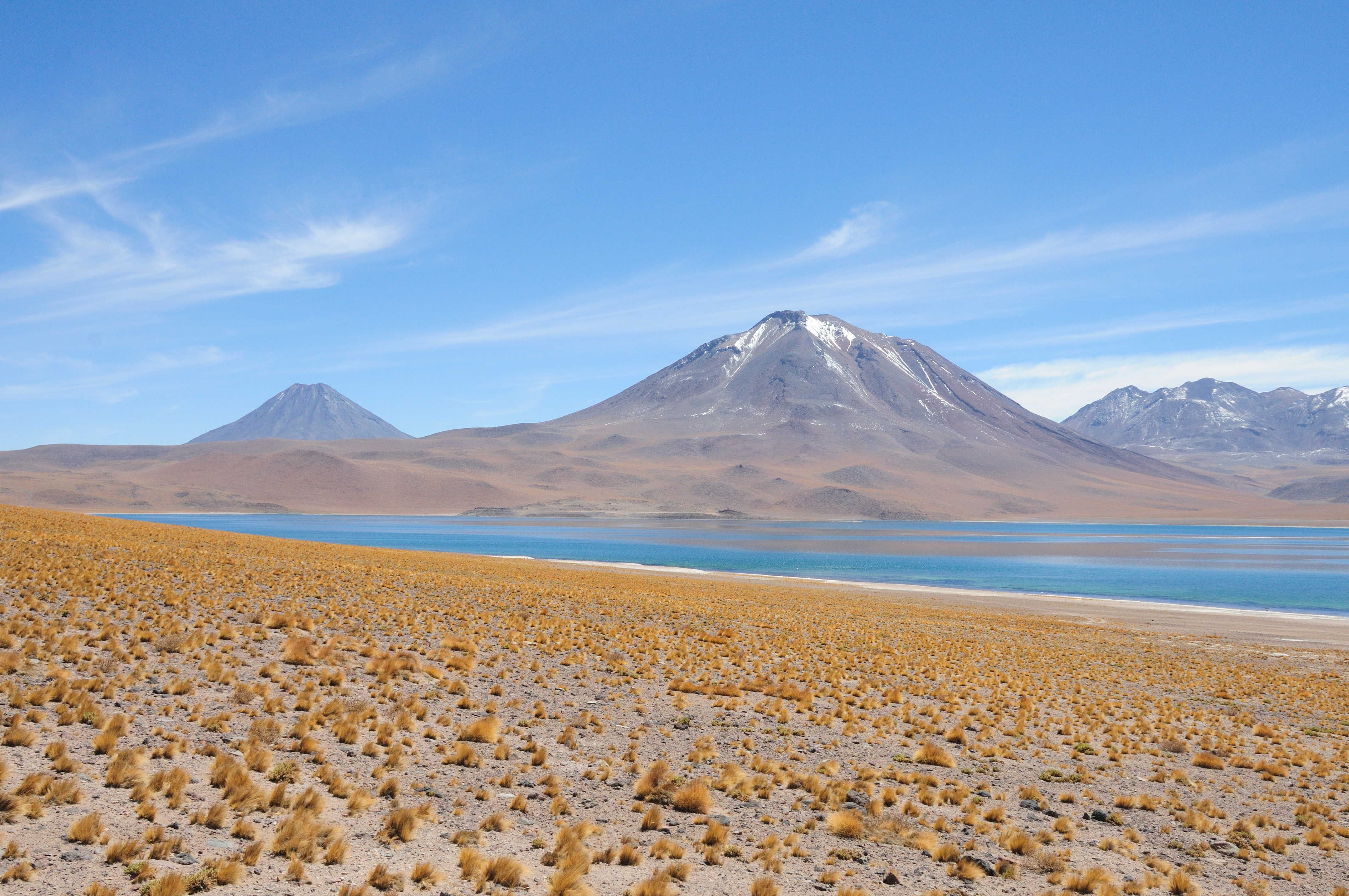
Район Сан-Педро-де-Атакама, лагуна Мисканти, 4200 м над уровнем моря
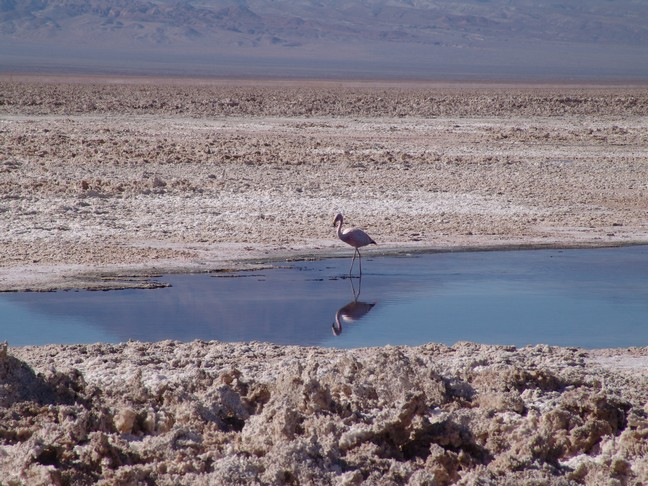
Район Сан-Педро-де-Атакама, Красный фламинго на Салар де Атакама, 3200 м над уровнем моря
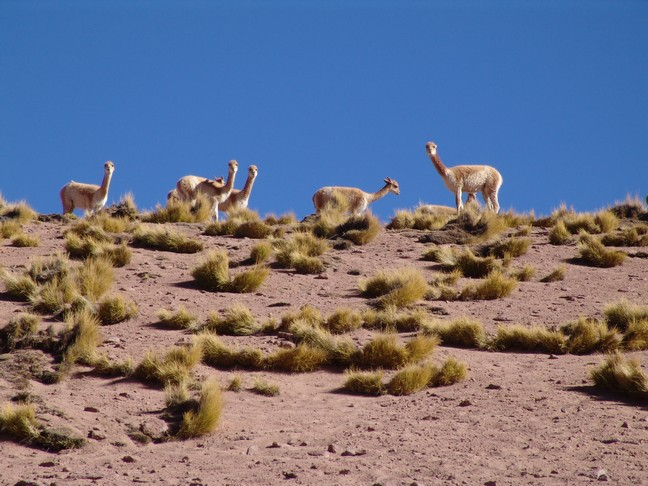
Ламы в пустыне Атакама
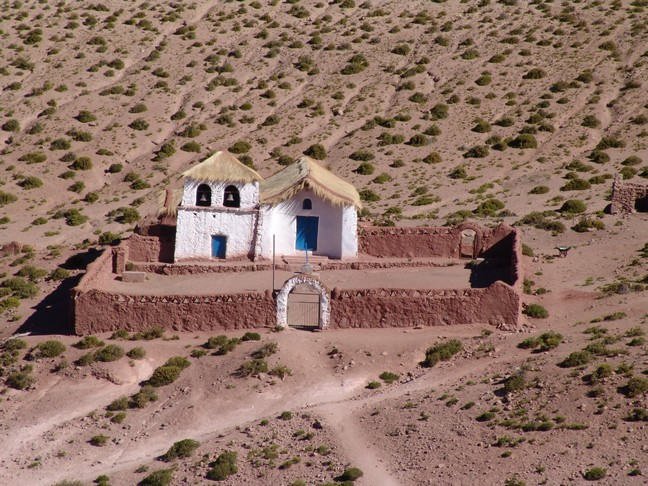
Район Сан-Педро-де-Атакама, Церковь в пустыне Атакама
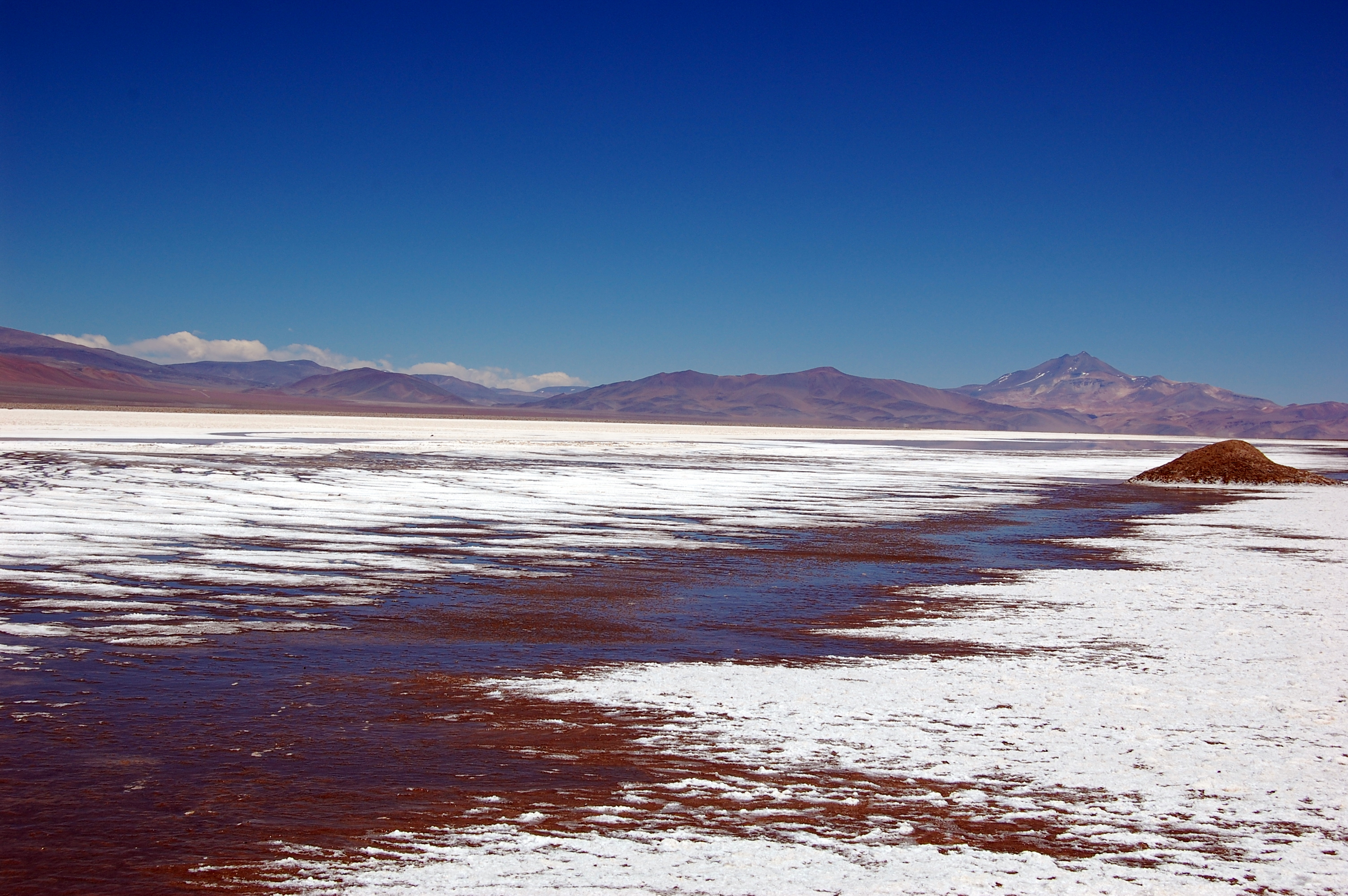
Сухое озеро Салар-де-Марикунга, Национальный парк Невадо-Трес-Крусес
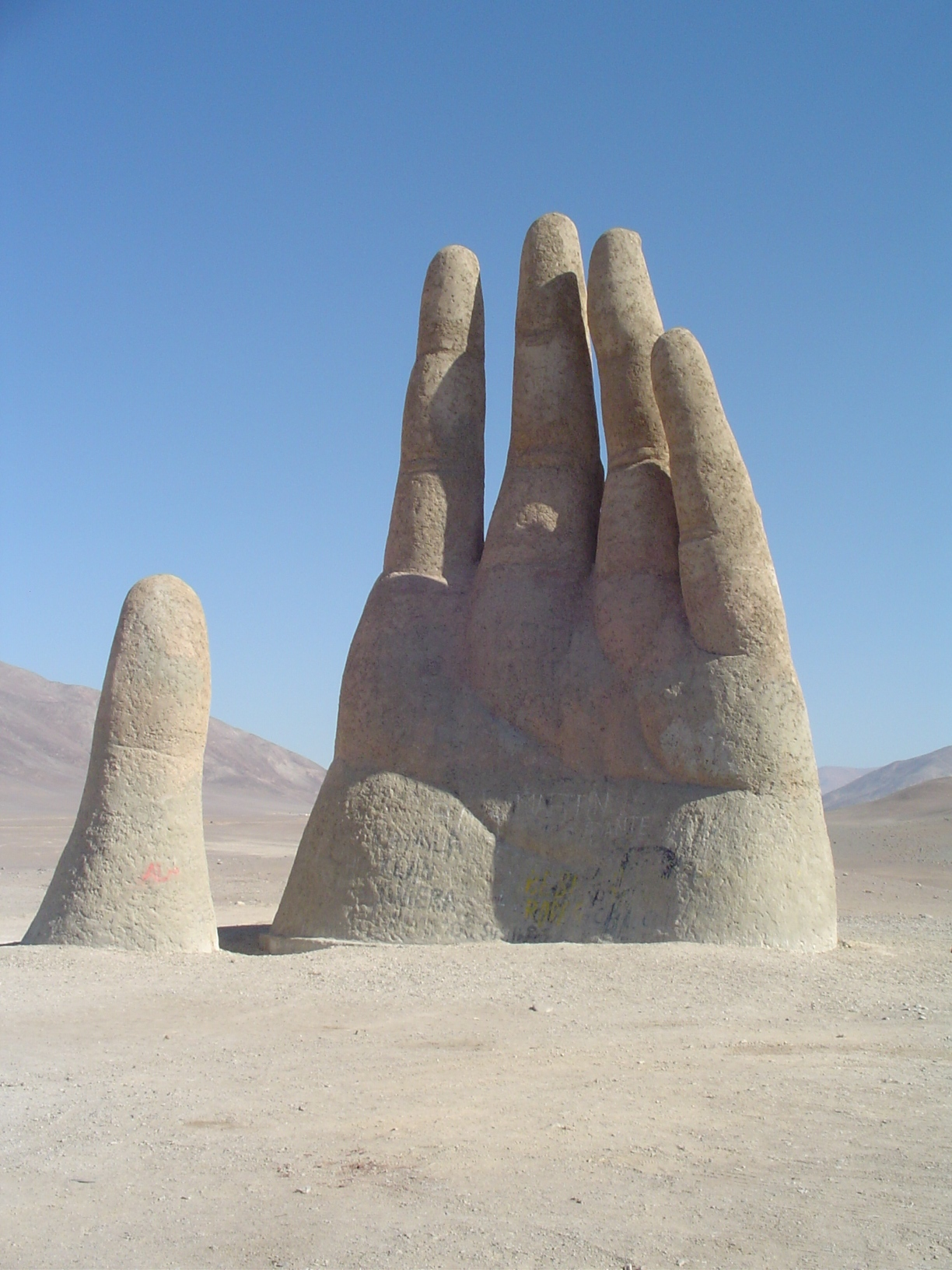
Рука пустыни